# Techniques d'émission radio
L'histoire des techniques d'émission radio commence avec les premières expériences de Hertz, se poursuit avec les découvertes d'Édouard Branly, les travaux et essais de Guglielmo Marconi, de Camille Tissot, du général Gustave Ferrié et de quelques autres inventeurs. L'évolution des techniques d'émission, le perfectionnement des antennes et des systèmes de réception, l'utilisation de l'ensemble du spectre radioélectrique, permirent le développement de la radio sous toutes ses formes : radiodiffusion, transmissions maritimes, aériennes, militaires, ainsi que la radio d'amateur.

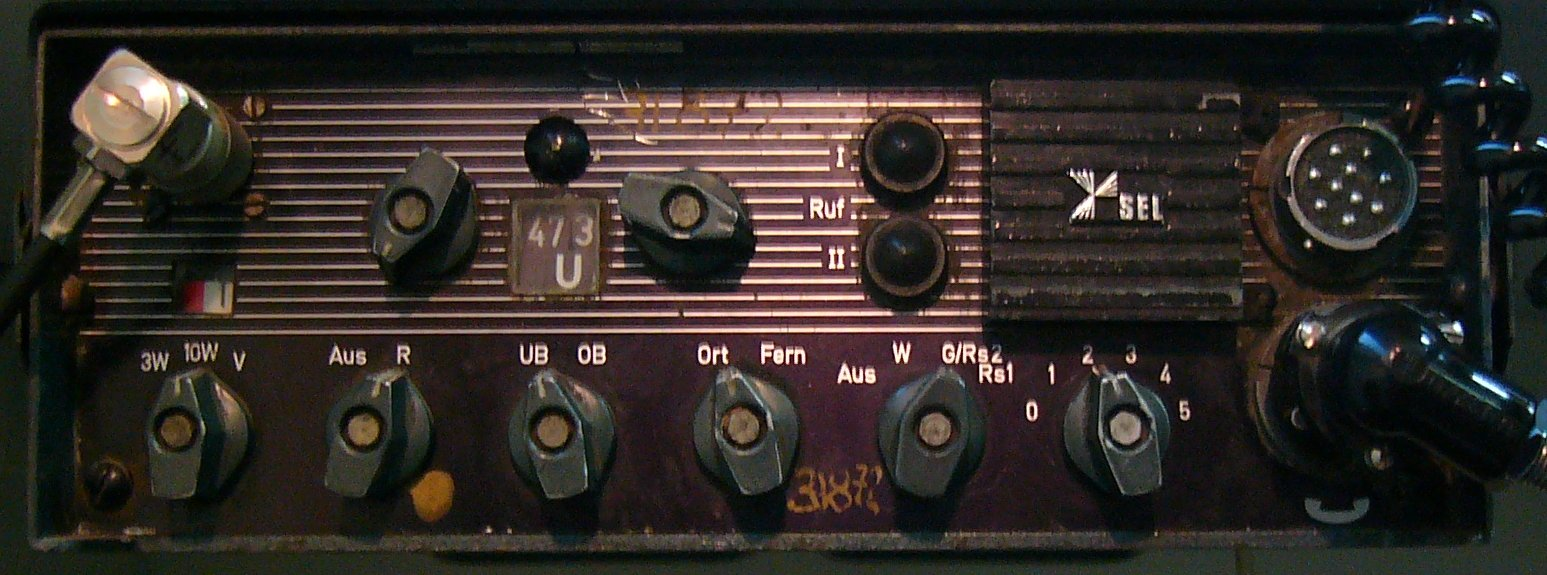
Face avant d'un émetteur radio ancien.

## Les grandes étapes
Le 15 mars 1888, Heinrich Rudolf Hertz dans l'Université supérieure des techniques de la cité rhénane de Karlsruhe, fait jaillir un arc électrique entre deux sphères de laiton d’une antenne dipôle. Simultanément à quelques mètres un arc électrique naît dans la coupure d'une spire métallique. Les oscillations du rayonnement électromagnétique sont induites à distance : mise en évidence des ondes hertziennes.
Avant la découverte du tube électronique, les techniques d'émission étaient d'abord basées sur des oscillations transitoires des circuits accordés soumis à une commutation. Ces émetteurs, dits émetteurs à arc jusqu'en 1930 environ et les émetteurs à ondes amorties, ont perduré en émetteur de secours maritime jusqu'en 1980 environ.
Les premiers émetteurs stables à ondes entretenues utilisèrent des alternateurs haute fréquence (voir alternateur d'Alexanderson, 1904), mais c'est la découverte du tube électronique, très vite adaptée aux puissances et fréquences d'émission, qui permit l'essor de la radio (audion de Lee de Forest...).

## Émetteur à arc

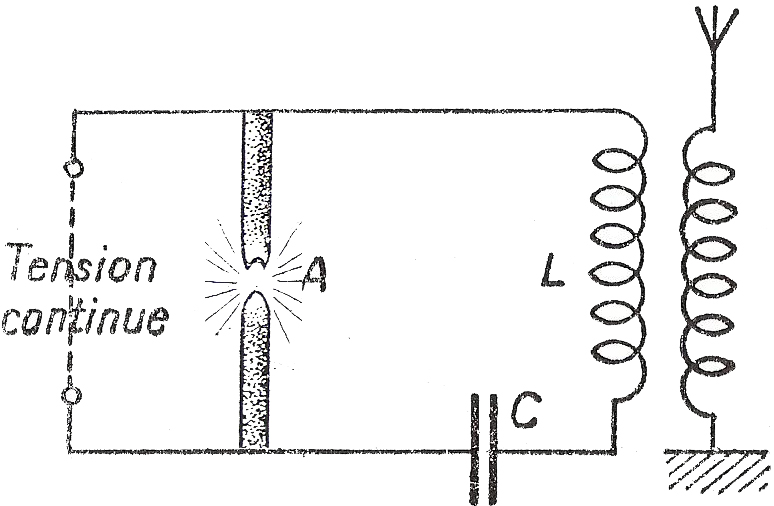
Exemple et principe : émetteur à arc

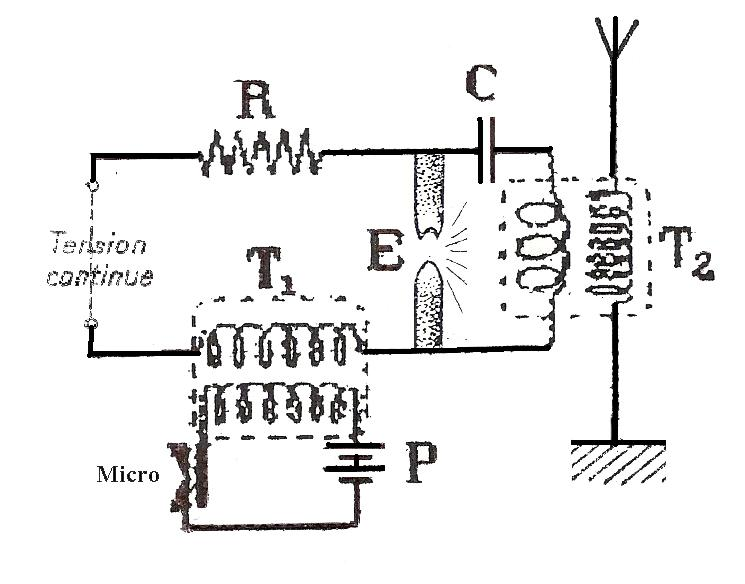
Exemple et principe : émetteur radiotéléphonique à arc

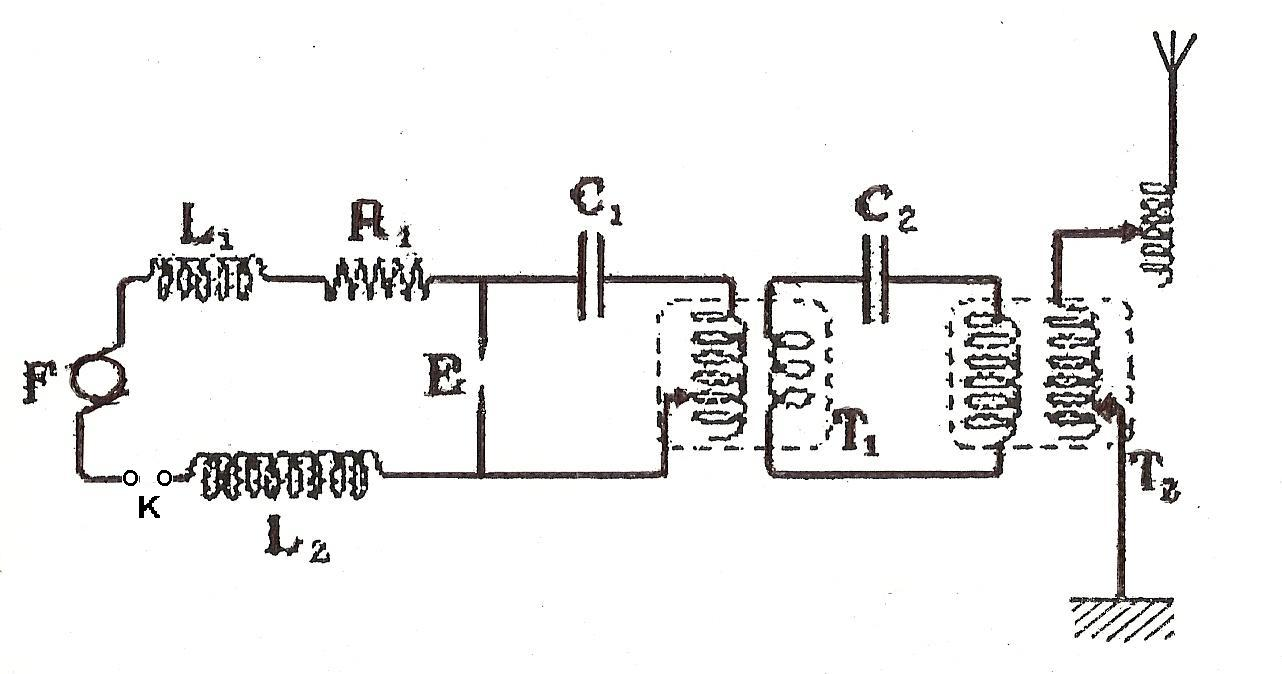
Exemple et principe : émetteur radiotélégraphique et radiotéléphonique à arc

### Principe de l'émetteur à arc
Si on place en dérivation sur un arc électrique « A » (jaillissant entre deux électrodes reliées à une source continue) une capacité suivie d’une bobine, on constate que ce circuit résonateur « LC » est le siège d’oscillations entretenues.
Les oscillations entretenues sont couplées à l'antenne radioélectrique qui permet d'émettre l'onde radio.

### Radiotéléphonie

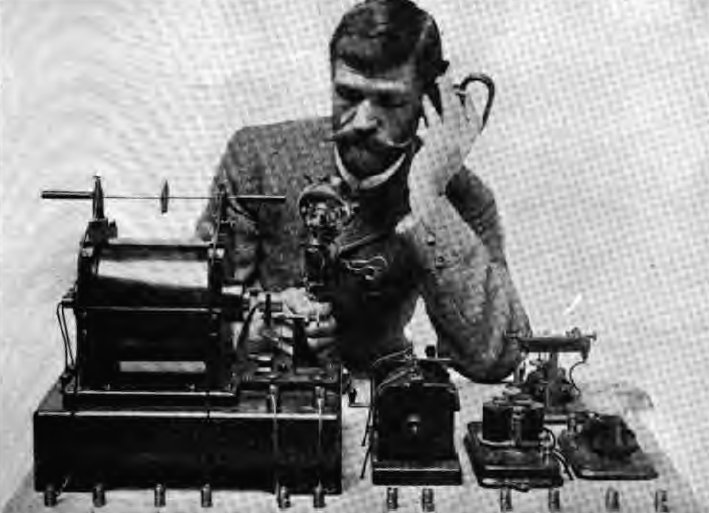
Photographie de l'inventeur Frederick Collins et du dispositif de radiotéléphonie sans fil (1904).

Dans l'émetteur à arc radiotéléphonique créé en 1904, un transformateur T1 module l'alimentation de l'arc électrique E. L'émetteur transmet une modulation d'amplitude en radiotéléphonie sur la fréquence de résonance du circuit T2 et C. Ce transformateur T1 est alimenté par une source d'énergie P modulée par un microphone à charbon.

### Émetteur à arc industriel
Sous son aspect industriel, l’arc est soufflé par un électroaimant, ceci dans le but de l’allonger pour obtenir une meilleure stabilité ; la cathode (–) est en carbone, l’anode (+) en cuivre et refroidie par une circulation d’eau ; l’arc jaillit dans une atmosphère de vapeur d’alcool ; la tension appliquée est de l’ordre de 600 volts, la fréquence obtenue de 500 kHz, avec une puissance de l’ordre de plusieurs kilowatts.
Avec une tension d'alimentation de 50 volts, l’intensité absorbée est de l’ordre de 8 ampères, la fréquence obtenue de 500 kHz avec une puissance de l’ordre de 150 watts.
La borne K peut recevoir un transformateur pour moduler l'alimentation de l'arc électrique E selon le principe décrit précédemment.
Ce matériel est simple et robuste, avec un rendement d'environ 40 %. Cependant ces émetteurs ont une émission très riche en harmoniques, et occupant une bande d'environ 10 %, soit 50 kHz pour 500 kHz. Les émetteurs à arc ont quasiment disparu vers 1930.

### Exemples d'émetteur à arc
La station radiotélégraphique de bord du Titanic était un émetteur à arc associé à une antenne en T.
Avec un poste à galène et un émetteur à arc, la station Boulogne TSF (indicatif FFB) effectuait dès 1911 des liaisons radiotélégraphiques sur la longueur d'onde des 600 mètres avec les navires. La station Ouessant TSF (indicatif FFU) effectuait dès 1904 des liaisons radiotélégraphiques avec une flotte de 80 paquebots sur la longueur d'onde des 600 mètres.
De nuit, FFU effectuait des liaisons radiotélégraphiques avec l'Afrique du Nord.

## Émetteur à bobine de Ruhmkorff

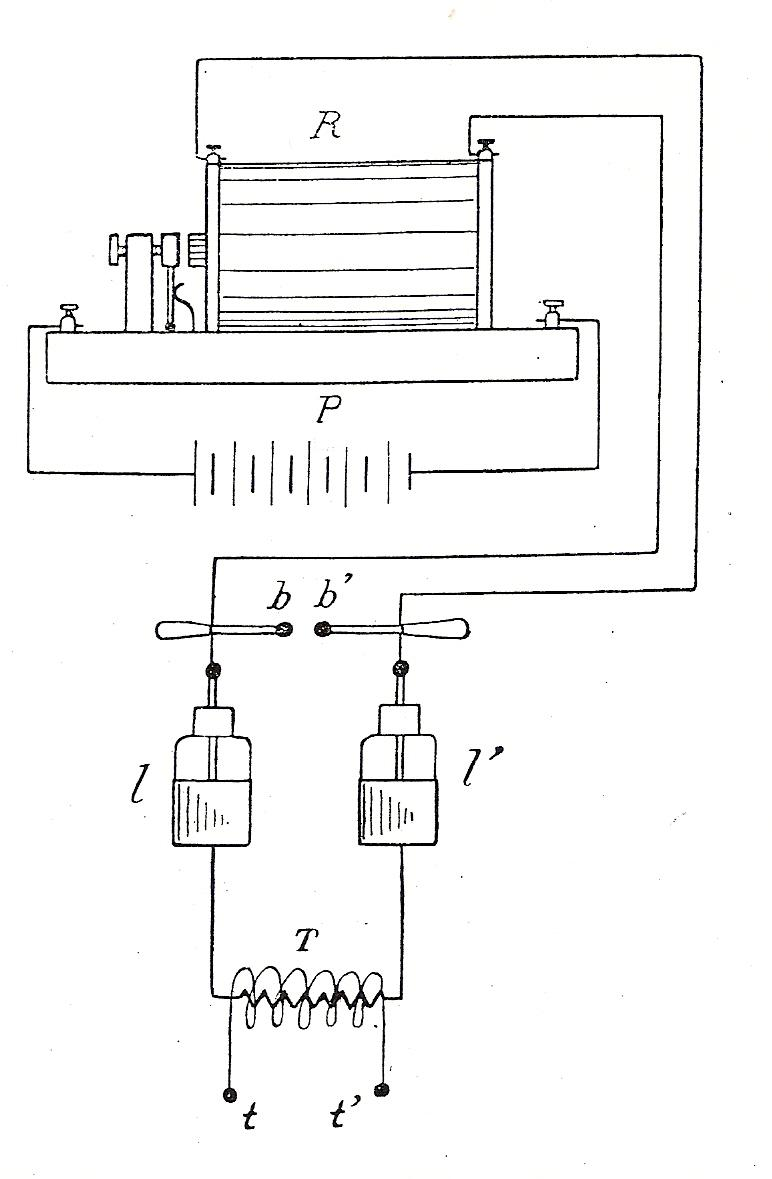
Émetteur radiotélégraphique à bobine de Ruhmkorff

L'émetteur à bobine de Ruhmkorff est simple avec une puissance de sortie de quelques milliwatts à plusieurs dizaines de watts. Cependant ces émetteurs ont une émission très riche en harmoniques.
Principe.
Une variation de champ magnétique induit dans l'enroulement secondaire une tension dont la valeur est proportionnelle au rapport du nombre de spires. Ce qui permet d'obtenir une tension de plusieurs kilovolts qui produit une étincelle entre les bornes sphériques de l'éclateur b et b'. La formation de l'étincelle se traduit par la formation d’oscillations électriques dans le circuit capacité l et l' suivie d’une bobine T, et on constate que ce circuit résonateur « TL » est le siège d’oscillations électriques amorties.
Les oscillations électriques sont transférées par les bornes t et t' à une antenne radioélectrique qui permet d'émettre l'onde radio électromagnétique.

## Émetteur à ondes amorties
Les émetteurs à ondes amorties type bobine Tesla ont été créés au début du XXe siècle. Après avoir remplacé l'émetteur à arc, l’émetteur à onde amortie a été remplacé peu à peu par les émetteurs à lampes, puis à semi-conducteurs. Dès 1950, les dernières stations principales à onde amortie de navire (d'Australie) opéraient sur les fréquences normalisées: de 425 kHz et de 500 kHz.
Depuis 1947, l'émetteur à onde amortie est relégué pour la détresse en émetteur de secours sur la longueur d'onde des 600 mètres en cas de panne de l’émetteur principal.
L'émetteur à ondes amorties était toujours présent dans plusieurs stations jusqu’à l'arrêt de la radiotélégraphie morse sur la fréquence internationale de détresse et d'appel de 500 kHz sur ondes hectométriques pour les stations du service mobile maritime et aéronautique.
On désigne le « type d'ondes amorties » par la lettre B (avant janvier 1982) : Ondes composées de séries successives d'oscillations dont l'amplitude, après avoir atteint un maximum, diminue graduellement, les trains d'ondes étant manipulés suivant un code télégraphique. Procédé abandonné à présent.

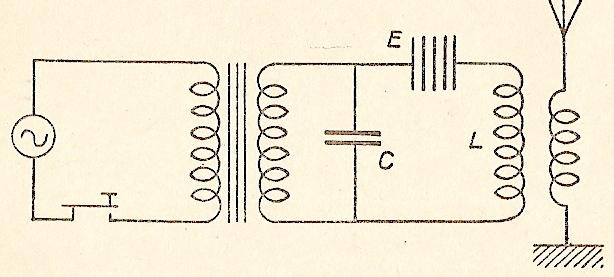
Principe d'émetteur radiotélégraphique à ondes amorties

### Principe de l’émission en ondes amorties
La production des ondes amorties est obtenue par le condensateur C, et l’éclateur fractionné E où jaillissent les étincelles. Le circuit L C E  est le circuit de décharge du condensateur C, et L est couplée avec l'inductance d’antenne qui constitue le circuit rayonnant.
Une émission en ondes amorties est donc composée d’une série de trains d’ondes et s’il y a n décharges par seconde du condensateur dans le circuit oscillant, l’émission comportera des oscillations de n trains d’ondes par seconde et à la réception, on entendra après détection un son de hauteur n.
La puissance mise en jeu dans le circuit oscillant émetteur est : P = ½·C·U2·n
- P : en watts.
- C : en farads.
- U : en volts. (tension appliquée au condensateur de capacité C)
- n : nombre de décharges du condensateur par seconde.

Le condensateur peut être chargé, soit par du courant alternatif, soit par du courant continu « haché », élevé à la valeur de tension voulue.

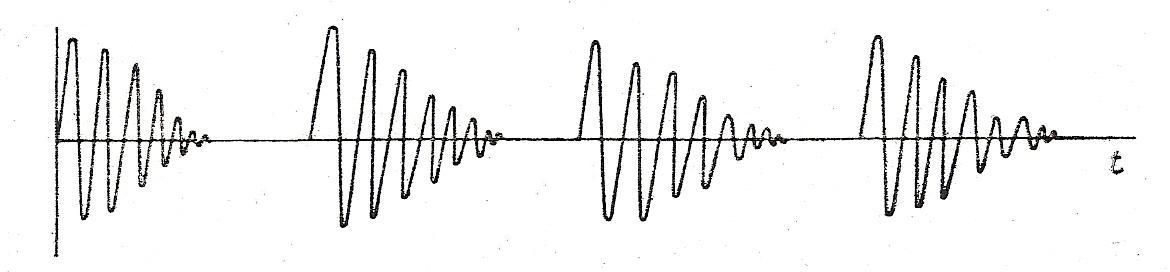
Trains d’ondes amorties radiotélégraphiques créés par un émetteur à ondes amorties

À la réception des ondes amorties d’un émetteur à Bobine de Ruhmkorff, l’écoute se rapproche d’un roulement ou d’un crépitement et la réception des ondes amorties d’un émetteur bobine Tesla, l’écoute se rapproche d’une tonalité saccadée d’une flûte.

### Émetteur à ondes amorties de bord (marine)

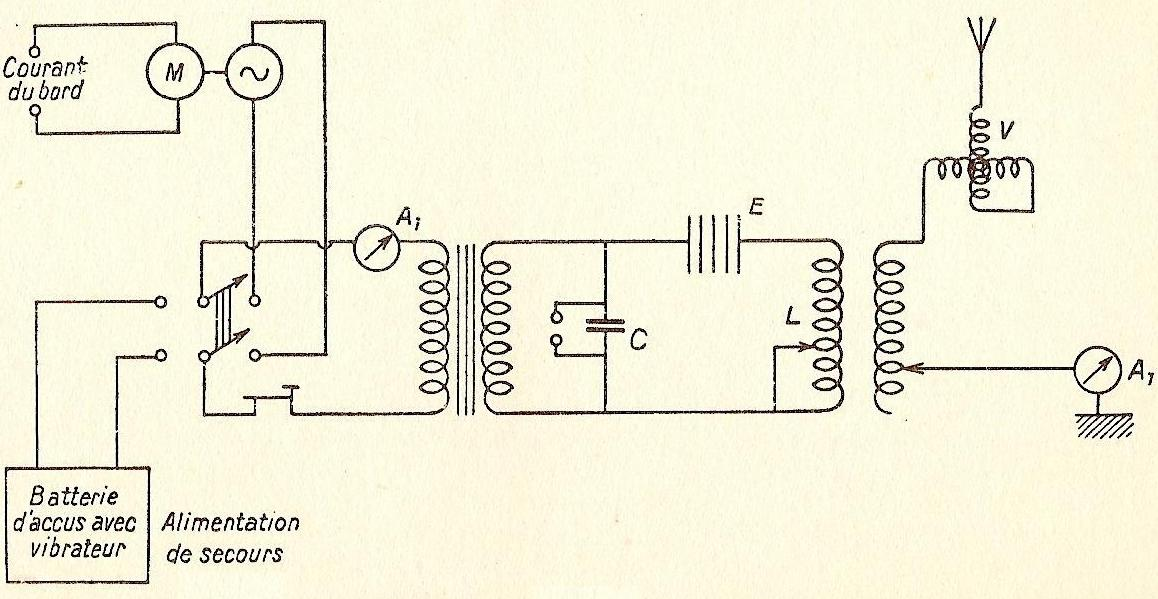
Station radiotélégraphique type : émetteur à ondes amorties de bord

L'émetteur radiotélégraphique de bord est alimenté par le même alternateur et transformateur que l'émetteur à arc qu'il remplace. L’alternateur est monté en bout d’arbre avec le moteur M alimenté par la dynamo du bord. Cette dynamo se trouve dans la salle des machines et risque par conséquent d’être noyée prématurément en cas d'avarie grave, c’est pourquoi il est prévu une alimentation de secours à « vibrateur » qui peut être branchée grâce à l’inverseur. Cette alimentation de secours doit obligatoirement se trouver dans les parties élevées du navire.
A1 (de gauche) est un ampèremètre qui permet de mesurer le courant primaire,
At (de droite) est l’ampèremètre thermique d’antenne.
V est le variomètre d’antenne permettant de parfaire le réglage de celle-ci sur la longueur d’onde désirée.
(Le vibrateur fournit du courant continu haché permettant d’utiliser un transformateur élévateur de tension à partir de sources à basse tension)
Ce matériel est simple et robuste, avec un rendement d'environ 50 %. Cependant ces émetteurs ont l'inconvénient de rayonner sur une large bande de fréquence avec une émission très riche en harmoniques et dérivent en fréquence. Ce procédé est à présent abandonné.
- Dès 1913, l'émetteur radiotélégraphique à ondes amorties de bord (marine) opère sur des longueurs d'onde normalisées ([2]) : 775 mètres (387 kHz) ; 750 mètres (400 kHz) ; 725 mètres (414 kHz) ; 700 mètres (428,5 kHz) ; 650 mètres (461,5 kHz) ; 600 mètres (500 kHz) ([3]). Les petits bateaux ne pouvant pas opérer en radiotélégraphie sur la longueur d'onde de 600 mètres fonctionnent sur la longueur d'onde de 300 mètres (1 000 kHz)[4]. 
 L'émetteur à ondes amorties de bord (aéronautique) utilise la longueur d'onde de 900 mètres (333,3 kHz).

## Alternateur à haute fréquence

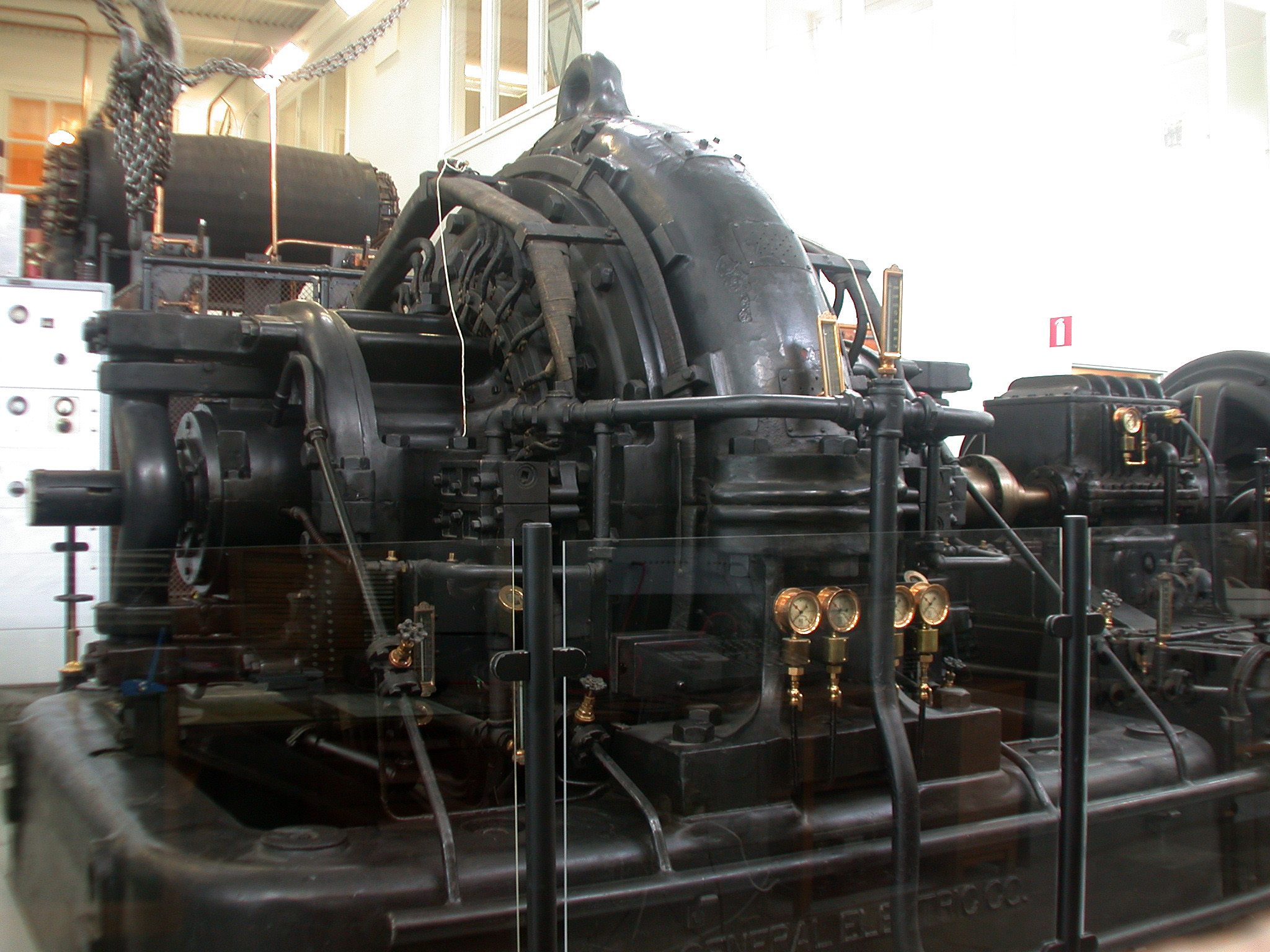
L'alternateur de Grimeton

Dans un alternateur à haute fréquence, le rotor est une masse métallique ayant à sa périphérie des dents, sur lesquelles est bobiné l'enroulement induit, en plus grand nombre que le stator qui supporte l'enroulement inducteur.
Il y a variation de flux par variation de la réluctance chaque fois que l'une des dents du rotor passe devant l'un des pôles du stator, il s'ensuit donc un courant d'induction dans les spires de l'enroulement induit.
L'alternateur haute fréquence (HF) fournit des fréquences inférieures à 30 kHz (longueurs d'onde supérieures à 10 000 m). Pour obtenir des valeurs de plus grandes fréquences et limiter la vitesse de rotation du rotor en protegeant les paliers, on a recours à des multiplicateurs de fréquence (voir station d'émission de Nauen). La manipulation se fait en court-circuitant simplement l'induit ; le courant de court-circuit n'atteint pas une valeur inadmissible en raison de la valeur élevée de la fréquence et de la forte inductance que présente l'induit (Z = Lω). Le rendement de l'alternateur HF est de l'ordre de 80 %.
Après avoir remplacé l'émetteur à arc sur les fréquences inférieures à 30 kHz, l'alternateur HF a été remplacé peu à peu par les émetteurs à lampes. Le dernier alternateur haute fréquence en état de fonctionnement est au musée radio de Grimeton en Suède.

## Émetteur à modulation d‘amplitude à tube
À l’apparition des tubes électroniques, ceux-ci furent d’abord utilisés en réception et en amplification du son, puis en émission avec des puissances croissantes.
Divers circuits furent développés pour la modulation d’amplitude.

### modulation plaque
Dans ce montage, la tension d’alimentation de l’amplificateur varie selon la modulation, la puissance de sortie étant approximativement proportionnelle à la tension de plaque (anode). Ce schéma permet une modulation linéaire jusqu'à un indice proche de 100 %.
Le circuit le plus simple utilise un transformateur recevant le signal audiofréquence de modulation :
Une variante utilise un tube série de modulation, évitant le transformateur

### modulation grille
Le schéma précédent (modulation plaque) fonctionne dans toutes les classes d’amplification, avec l’inconvénient de nécessiter un amplificateur audio de modulation de très forte puissance (environ la moitié de la puissance HF).
Au contraire, la modulation grille demande un signal de modulation de puissance faible, mais ne fonctionne qu’en classe linéaire (A, B ou AB), avec une moins bonne linéarité.
erreur grossière : la modulation de grille ne fonctionne qu'en classe C

## Galerie

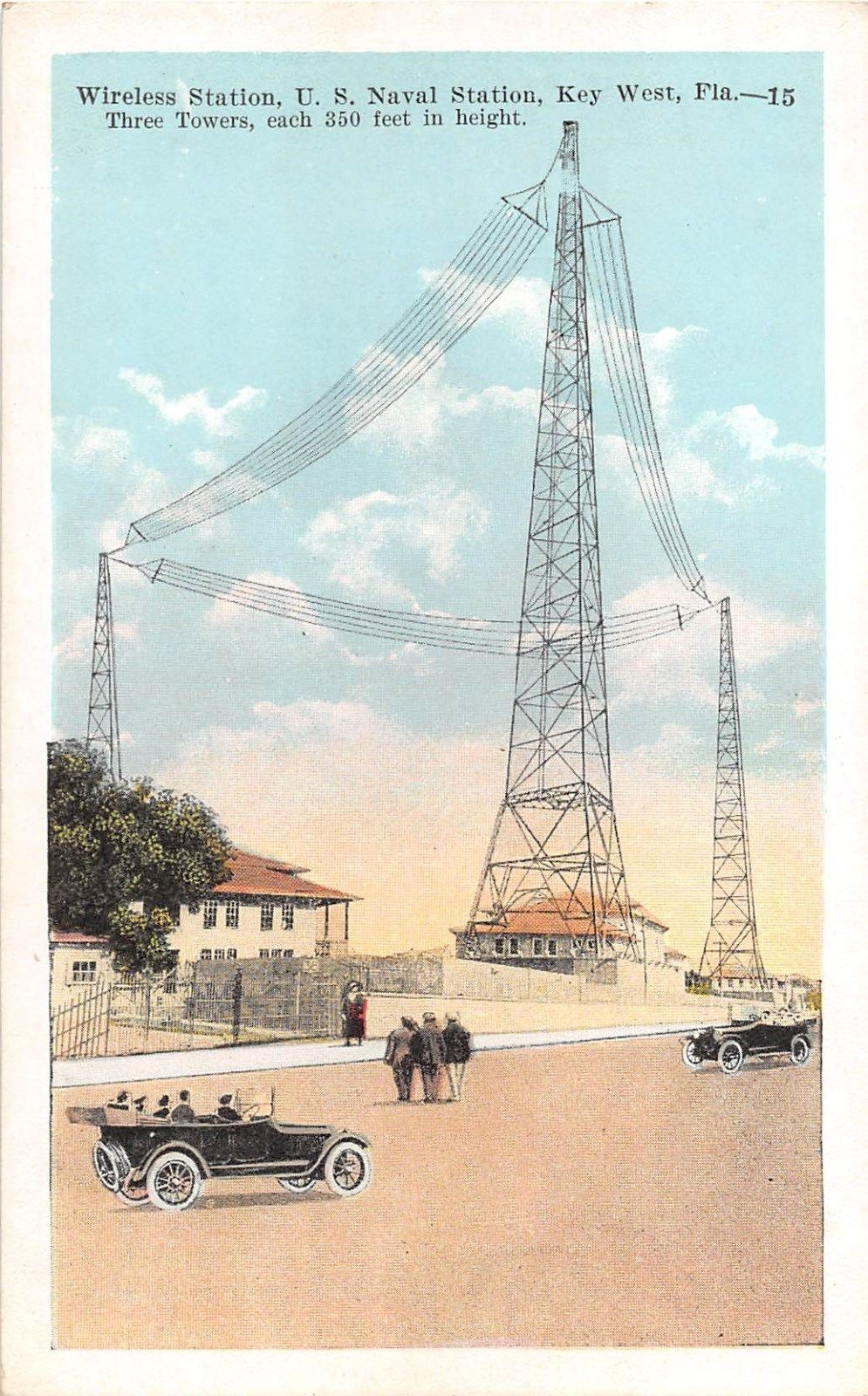
Antenne long-fil multi-filaire de la station radio de l'U.S. Navy constituée de 3 mâts de 350 pieds disposés en triangle et d'un réseau de fil suspendu, à Key West (1920).